# Hermann Walther (Staatssekretär)
Hermann Heinrich Walther (* 10. Mai 1874 in Speyer; † 3. Mai 1941 in Karlsruhe) war ein deutscher Staatssekretär und Manager.

## Leben
Walter wurde 1919 Geheimer Regierungsrat sowie Ministerialdirektor im neugegründeten Reichsschatzministerium und wurde dort im Oktober 1919 zum Unterstaatssekretär ernannt.
1920 wurde er als Nachfolger des in den einstweiligen Ruhestand getretenen Heinrich Goldkuhle zum Staatssekretär im Reichsschatzministerium ernannt und bekleidete diese Funktion bis zur Übernahme der Aufgaben des Ministeriums durch das Reichsfinanzministerium am 1. April 1923.
1926 wurde er neben Max Zell Geschäftsführer des Ostelbischen Braunkohlensyndikats und war dort bis 1935 tätig.
Später war er nicht nur Funktionär der Organisation Stahlhelm, Bund der Frontsoldaten, sondern auch Mitglied des Vorstandes des Deutschen Ausschusses, der sich unter der Überschrift „Mit Hindenburg für Volk und Reich!“ für die Regierung Papen, für die Deutschnationale Volkspartei (DNVP) und damit klar gegen die NSDAP aussprach.
Während seines Studiums wurde er Mitglied der Akademisch-Musikalischen Verbindung Alt-Straßburg Freiburg (im Sondershäuser Verband).